# Attack on the Pin-Up Boys
Attack on the Pin-Up Boys también conocidos como Flower Boys Series of Terror Events o simplemente Boys Flor, es una película de misterio y comedia de Corea del Sur. Es la primera película producida por SM Pictures, una filial de SM Entertainment. Esta película está protagonizada por todos los miembros de Super Junior a excepción de Kyuhyun (debido al accidente automovilístico que tuvo).

## Sinopsis
Después del inusual ataque a un joven (Sungmin) del School Flower el 14 de febrero, comenzaron a ocurrir lo mismo en distintos  institutos durante el mismo día de cada mes. Los rumores dicen que las próximas víctimas serán los del instituto Neulparan High School.
El alumno estudioso Kibum decide investigar el asunto, cubriendo los ataques en su blog. Después de varios ataques, Kibum prevé que las próximas víctimas serán Siwon, presidente del cuerpo estudiantil; Heechul, presidente del club de baile, y Kangin, el capitán del Equipo de Judo.

## Reparto
Miembros de Super Junior
- Kibum, el narrador y "detective joven".
- Siwon, el presidente del cuerpo estudiantil.
- Heechul, el líder de Ultra Junior (grupo de Baile).
- Kang-in, el capitán de la sociedad de Judo.
- Donghae, miembro de Ultra Junior(baile) y mejor amigo de Kibum.
- Sungmin, Flower Boy Víctima #1, joven lindo y popular.
- Eunhyuk, miembro de la sociedad de Judo.
- Shindong, miembro de Ultra Junior (baile).
- Ryeowook, vicepresidente del cuerpo estudiantil.
- Han Geng, Flower Boy Víctima #2, jugador de baloncesto.
- Yesung, Flower Boy Víctima #3, cantante de rock.
- Leeteuk, es el panda mascota del instituto.

Cameos
- Henry Lau de Super Junior-M, un estudiante que en una escena sale dormido.
- Key de SHINee, bailarín de fondo durante "Wonder Boy".
- Yuri de Girls' Generation, una de las tres bailarinas.
- Suho de EXO, como uno de los miembros de la banda de rock de Yesung.

## Taquilla y Comentarios
A pesar del éxito inesperado en la taquilla en la semana de estreno, la película no logró atraer más de una audiencia de 102.600 espectadores. Debido a que esta es la primera producción de SM Picture, la empresa estuvo haciendo un esfuerzo para promover la película y tener éxito en la industria del cine. La compañía estuvo presente en la 12th annual Pusan Film Festival el 4 de octubre de 2007, y también organizó una ceremonia de apertura "SM Night". Anteriormente, sólo SidusHQ y Namooactors, dos de las productoras de cine de Corea del Sur, ha contribuido en la ceremonia de apertura del festival.
A pesar de la pobre audiencia, la versión de la película en DVD se convirtió en un best-seller y se agotó tanto en Corea como en los mercados extranjeros, que es más que suficiente para compensar la pérdida de producción de 85 millones de won
La película se estrenó en los cines de China, Tailandia, Vietnam y otros países asiáticos.